# Wenezuela na Mistrzostwach Świata w Lekkoatletyce 2013
Reprezentacja Wenezueli na Mistrzostwach Świata w Lekkoatletyce 2013 liczyła 14 zawodników.

## Występy reprezentantów Wenezueli

### Mężczyźni
| Konkurencja                   | Zawodnik                                                         | Runda 1      | Runda 1 | Półfinał | Półfinał | Finał    | Finał   |
| Konkurencja                   | Zawodnik                                                         | Rezultat     | Pozycja | Rezultat | Pozycja  | Rezultat | Pozycja |
| ----------------------------- | ---------------------------------------------------------------- | ------------ | ------- | -------- | -------- | -------- | ------- |
| Bieg na 3000 m z przeszkodami | José Peña                                                        | 8:28,88      | 16.     | —        | —        | NQ       | NQ      |
| Sztafeta 4 x 100 m            | Jermaine Chirinos Diego Rivas Alvaro Luis Cassiani Alberth Bravo | 39,14 (SB)   | 21.     | —        | —        | NQ       | NQ      |
| Sztafeta 4 x 400 m            | Arturo Ramírez Alberto Aguilar José Meléndez Freddy Mezones      | 3:02,04 (SB) | 9.      | —        | —        | NQ       | NQ      |
| Chód na 50 km                 | Yerenman Salazar                                                 | —            | —       | —        | —        | DNF      | DNF     |

### Kobiety

#### Konkurencje biegowe
| Konkurencja | Zawodnik       | Runda 1  | Runda 1 | Półfinał | Półfinał | Finał    | Finał   |
| Konkurencja | Zawodnik       | Rezultat | Pozycja | Rezultat | Pozycja  | Rezultat | Pozycja |
| ----------- | -------------- | -------- | ------- | -------- | -------- | -------- | ------- |
| Maraton     | Zuleima Amaya  | —        | —       | —        | —        | 2:58:22  | 43.     |
| Maraton     | Yolymar Pineda | —        | —       | —        | —        | DNF      | DNF     |

#### Konkurencje techniczne
| Konkurencja    | Zawodnik         | Eliminacje | Eliminacje | Finał    | Finał   |
| Konkurencja    | Zawodnik         | Rezultat   | Pozycja    | Rezultat | Pozycja |
| -------------- | ---------------- | ---------- | ---------- | -------- | ------- |
| Pchnięcie kulą | Ahymará Espinoza | 16,86      | 24.        | NQ       | NQ      |
| Rzut młotem    | Rosa Rodríguez   | 69,35      | 15.        | NQ       | NQ      |